# 矢野由治
矢野 由治（やの よしはる、1969年5月18日 - ）は、長崎県長崎市出身のサッカー指導者。

## 来歴
1989年に早稲田大学へ進学。ア式蹴球部に所属し、3年時からは関塚隆の下でプレー。同大学大学院へ進学し、在学中からフィジカルコーチを務めるようになった。大学院修了後にはブランメル仙台で指導。
1997年に東京ガスフットボールクラブ（後にFC東京）のフィジカルコーチに就任。10年間に渡って同クラブでの選手強化に尽力した。2007年限りで退任。
2006年からは、反町康治監督の下でU-23日本代表のフィジカルコーチを務め、北京オリンピックに参加した。
2009年、川崎フロンターレ監督の関塚に指名され同クラブのフィジカルコーチに就任し、2012年限りで退任。2013年は、Kリーグクラシック・城南一和天馬のフィジカルコーチを1年間務めた。
2014年、8年ぶりにFC東京のフィジカルコーチに復帰。同年、クラブはイタリア出身のコーチ陣を揃えたが、矢野は同国へのコーチ研修の経験から通訳を代行することもあった。
2018年、ファジアーノ岡山FCのフィジカルコーチに就任。3年間務めた後、2021年1月15日に退任が発表された。
2021年 U-24日本代表 フィジカルコーチに就任。

## 所属クラブ・学歴
- 長崎県立長崎南高等学校
- 早稲田大学 (人間科学部[2])
- 早稲田大学大学院 (人間科学研究科[11])

## 指導歴
- 1993年 - 1994年 早稲田大学ア式蹴球部 フィジカルコーチ
- 1995年 - 1996年  ブランメル仙台 フィジカルコーチ
- 1997年 - 1998年  東京ガスフットボールクラブ フィジカルコーチ
- 1999年 - 2006年  FC東京
  - 1999年 - 2002年 フィジカルコーチ
  - 2003年 強化部 ( SSラツィオ、 クルゼイロEC、 CAバンフィエルド、 CAサン・ロレンソ・デ・アルマグロで研修[2])
  - 2004年 - 2006年 フィジカルコーチ
- 2006年7月[3] - 2008年  U-21/22/23サッカー日本代表 フィジカルコーチ (日本サッカー協会 ナショナルコーチングスタッフ) - 2006年は兼務
- 2009年 - 2012年  川崎フロンターレ フィジカルコーチ
- 2013年  城南一和天馬 フィジカルコーチ
- 2014年 - 2017年  FC東京 フィジカルコーチ
- 2018年 - 2020年  ファジアーノ岡山FC フィジカルコーチ
- 2021年 -  U-24日本代表 フィジカルコーチ